# Ранчо ел Аламито (Херез)
Ранчо ел Аламито (шп. Rancho el Alamito) насеље је у Мексику у савезној држави Закатекас у општини Херез. Насеље се налази на надморској висини од 2000 м.

## Становништво
Према подацима из 2005. године у насељу је живело 7 становника.

### Хронологија
| Година       | 2005 |
| ------------ | ---- |
| Становништво | 7    |

### Попис
| # | Индикатор                        | Вредност |
| - | -------------------------------- | -------- |
| 1 | Укупно појединачних домаћинстава | 1        |